# Krishnapura, Srinivaspur
Krishnapura là một làng thuộc tehsil Srinivaspur, huyện Kolar, bang Karnataka, Ấn Độ.